# العملات التذكارية الأمريكية
قامت دار سكّ العملة الأمريكية بسكّّ العديد من العملات التذكارية لإحياء ذكرى الأشخاص والأماكن والأحداث والمؤسسات منذ عام 1848. العديد من هذه العملات المعدنية غير مخصصة للتداول العام، ولكنها لا تزال عملة قانونية. كما تنتج الدار أيضًا ميداليات تذكارية، وهي تشبه العملات المعدنية ولكنها لا تحمل قيمة اسمية، وبالتالي فهي ليست عملة قانونية.

## تاريخ
سُكت أول عملة تذكارية بواسطة دار سكّ العملة الأمريكية في عام 1848: عملة ربع عُقاب "CAL" لعام 1848، والتي احتفلت باكتشاف الذهب في كاليفورنيا. كانت هذه العملات المعدنية عبارة عن ربع عُقاب (بالإنجليزية: Quarter eagle)‏ (2 ونصف دولار) تم تعديلها عن طريق ثقب "CAL" على الجانب الخلفي فوق العُقاب.
تبدأ معظم قوائم العملات التذكارية الأمريكية بنصف الدولار الكولومبي لعام 1892 احتفالاً بالذكرى السنوية الأربعمائة لرحلة كولومبوس إلى أمريكا. في العام التالي، تم إصدار ربع دولار المعرض الكولومبي (بمناسبة معرض العالم الذي أقيم في شيكاغو عام 1893) والذي يحمل صورة الملكة إيزابيلا، ملكة إسبانيا.
في عام 1915، أصدرت الدار عملة نصف اتحاد بنما والمحيط الهادئ، والتي كانت قيمتها الاسمية 50 دولارًا. كانت هذه هي المرة الأولى التي يتم فيها إنتاج عملة تذكارية بفئة لم يتم إصدارها للتداول (تم اقتراح عملة نصف الاتحاد، ولكن لم يتم إصدارها للتداول مطلقًا). تم تقديم العملة المعدنية في نسختين دائرية وثمانية الأضلاع، حيث كانت الأخيرة هي العملة الأمريكية الوحيدة التي ليست مستديرة.
في عام 1925، تم إصدار عملة تذكارية بقيمة 50 سنتًا تظهر روبرت إي. لي وستونهول جاكسون. تم دمج الأموال التي تم جمعها من بيع العملات المعدنية مع الأموال التي تم جمعها من قبل بنات الكونفدرالية المتحدة وجمعية ستون ماونتن التذكارية الكونفدرالية من أجل تمويل نحت نصبٍ تذكاري للكونفدرالية في ستون ماونتن.
كان نصف الدولار الأمريكي الصادر في عام 1926 بمناسبة مرور مائة وخمسين عامًا هو العملة المعدنية الأمريكية الثانية التي تظهر عليها صورة شخص حي وقت سكّها. كان وجه العملة المعدنية يحمل صورًا نصفية لجورج واشنطن وكالفن كوليدج. (كان الأول هو نصف دولار ألاباما المئوي لعام 1921، والذي ظهر فيه تمثال نصفي للحاكم آنذاك توماس كيلبي). ويظل كوليدج الرئيس الوحيد الذي تم تصويره على العملات المعدنية خلال حياته.
بدءًا من ثلاثينيات القرن العشرين، تعرضت دار سكّ العملة الأمريكية لانتقادات بسبب إصدار عملات تذكارية ذات شهرة مشكوك فيها والتأخر المطوّل (تم سكّ قطعة الخمسين سنتًا التذكارية لطريق أوريغون لمدة 8 سنوات خلال 14 سنة). كما تم سكّ العديد من العملات التذكارية غير ذات الصلة على مر سنوات؛ مما قلل من أهمية الإصدارات التذكارية. في عام 1936 وحده تم سكّّ 19 نصف دولار تذكاري، بالإضافة إلى نصفي دولار يعود تاريخهما إلى عام 1936 ولكن تم سكّهما بالفعل في العام التالي. تم اقتراح إصدار ثلاثة عملات نصف دولار تذكارية في عام 1954، ولكن الرئيس دوايت أيزنهاور رفضها جميعًا بسبب عدم الاهتمام الذي أبداهُ هواةُ الجمع، وانتهت فترة العملات التذكارية المبكرة في ذلك العام بإصدار نصف دولار كارفر واشنطن عام 1954.
في عام 1982، استأنفت دار سكّ العملة الأمريكية برنامج العملات التذكارية بإصدار نصف دولار بمناسبة الذكرى الـ 250 لجورج واشنطن. وعلى نقيض العملات التذكارية خلال النصف الأول من القرن العشرين، فقد تم إصدار عدد قليل فقط من العملات المعدنية كل عام؛ وتعتبر أكثر شعبية بين هواة الجمع.
كان عُقاب مكتبة الكونجرس لعام 2000 أول عملة معدنية ثنائية المعدن تصدرها دار سكّ العملة الأمريكية. وفي وقت لاحق من ذلك العام، أصدرت الدار عملة معدنية بقيمة 1000 كرونا آيسلندية احتفالاً بالذكرى السنوية الألف لاكتشاف ليف إريكسون للأمريكتين. تم سكّّ هذه العملة المعدنية على نفس النقش الذي تم به سكّّ الدولار الفضيّ الذي احتفل أيضًا بهذا الحدث.
شهدَ عام 2017 الذكرى السنوية الـ 225 لتأسيس دار سكّّ العملة الأمريكية. على الرغم من عدم إصدار عملات تذكارية تقليدية لهذه المناسبة، فقد أنتجت الدار عملة بقيمة 100 دولار، ومجموعة خاصة من العملات غير المتداولة والتي تحتوي على عملات معدنية ذات لمسةٍ نهائية "مُعززة"، وبِنس (بالإنجليزية: Penny)‏ متداول يحمل علامة"P".